# آوید تکنولوژی
آوید تکنولوژی (انگلیسی: Avid Technology) شرکت فناوری اطلاعات آمریکایی است، که در سال ۱۹۸۷ تأسیس شد.